# 挹婁
挹婁（ゆうろう、拼音: Yìlóu）は、後漢から五胡十六国時代（1世紀から4世紀）にかけて、外満洲付近に存在したとされる民族。

## 歴史
古の粛慎（しゅくしん）の末裔とされ、魏代・晋代でもそのまま粛慎と呼ばれ続けた。挹婁の呼称は、彼等自身の自称ではなく、鏃（yoro）、箭や後の牛禄（niru）、坑（yeru）などの音訳と考えられている。

2世紀頃の東夷諸国と挹婁の位置。

### 魏代
漢代以降は夫余に従属していたが、夫余が重税を課したため、魏の黄初年間（220年 - 226年）に反乱を起こした。夫余は何度か挹婁を討伐したが、独立し魏への朝貢を行った。
明帝（在位：226年 - 239年）の青龍4年（236年）5月、粛慎（挹婁）は楛矢を献上した。
元帝（在位：260年 - 265年）の景元3年（262年）4月、遼東郡の報告で、粛慎国（挹婁）の遣使が重譯（二重通訳して）入貢し、長さ3尺5寸の弓30張，長さ1尺8寸の楛矢，石弩300枚，皮骨鉄雑鎧20領，貂皮400枚を献上してきた。元帝は詔で相府に帰属させ、その王に錦罽と綿帛を賜った。

4世紀頃の東夷諸国と挹婁の位置。

### 晋代
武帝（在位：265年 - 289年）の咸寧5年（279年）12月、粛慎（挹婁）は楛矢石砮を献上した。
東晋の元帝（在位：317年 - 322年）の大興2年（319年）8月、粛慎（挹婁）は江東（建康）に詣でて楛矢石砮を献上した。
成帝（在位：325年 - 342年）の時代、後趙の石虎（在位：334年 - 349年）に朝貢した。
前秦の苻堅（在位：357年 - 385年）が華北を統一すると、粛慎（挹婁）は楛矢を献じた。
その後は勿吉→靺鞨と名称を変えていく。

## 地理
『三国志』には、夫余の東北千余里のところにおり、大海に面し、南は北沃沮と境を接し、北はどこまで及ぶのかわからない。その土地は険しい山地が多い。気候は寒冷で、夫余よりも厳しいとあり、外満洲（現在のロシア連邦沿海地方）の松花江流域に居住した。

## 習俗

### 衣食住と人尿洗顔
挹婁の生活スタイルは、その東夷諸国のなかでは極めて特異である。まず、挹婁人は地上に家を建てず、地下に縦穴（竪穴）を掘り生活する。竪穴は深く（梯子の段数が多く）かつ大きいほど尊ばれたという。住居を地中に構えたのは、防寒の為と考えられている。さらに、部屋の中央に置いた尿を溜めた容器を囲んで暮らし、その人尿で手や顔を洗ったという。尿に含まれるアンモニアは弱アルカリ性のために皮脂汚れを落とす効果があり、古代ローマでは回収した尿で洗濯する業者がいたことが現代では知られているが、当時の中国大陸ではそのような習俗はなく、『三国志』や『後漢書』では「その人々不潔」、「その人々臭穢不潔」とあらわしている。
また、挹婁人は養豚が盛んで、豚を主食とし、豚の皮を着物にした。夏にはほぼ全裸でわずかな布だけで前後を隠したが、冬には豚の膏（あぶら）を身体に数センチもの厚さに塗って風や寒さを防いだという。食事をするときに、他の東夷諸国では俎豆と呼ばれる食器（高坏形土器）を常用していたのに対し、挹婁人は俎豆を使う習慣が無く、鼎や瓶や平皿を用いて炊事や食事をしていた。『後漢書』『三国志』では「東夷のなかで習俗が最も無規律な者たち」と記している。
人が少なく、険しい山に住み、衆は規律に服さず、操船が巧みでしばしば近隣諸国を寇掠したとも記されている。また、邑落の大人（たいじん）を一つの血族が継承する習俗があり、これは、近隣の扶余や沃沮が合議による選挙で大人を選んだのとは対照的である。

### 毒矢使用
挹婁人は、弓矢に長けており、必ず人の目を射当てる。矢には毒が塗られており、人に当たれば死に至る。石製または鉄製の鏃は先端が鋭利で、血抜き或は毒を塗る為の溝や凹みを設けており精巧な造りをしている。

### 婚礼
男性は女性の頭に羽毛を挿し、女性と和んだらすぐに自分の家に持ち帰って婚礼の儀を執り行う。

### 葬祭
死者が出たらその日のうちに木を交えて小槨を作り、死者の糧とするために豬（ブタ）を殺してその上に積み、土葬する。また、男子で泣く者は「男らしくない」と言われるため、父母が死んでも、男子は泣かない。

### 刑罰
最大の罪である窃盗をした者は、その盗んだ物が多かれ少なかれ死罪となる。

## 政治
挹婁には統一的な指導者は存在せず、邑落ごとに大人（たいじん：部族長）がいた。

## 産業
五穀、麻布、赤玉、良質の貂（“挹婁の貂”）を産出。主な食料調達手段は漁業で漁網や釣竿が見つかっている。次いで農耕や養豚、他には狩猟や養犬も行っていた。
晋代の記録では「馬がいるが騎乗はせず、牛と羊がいないが、多くの猪（ブタ）を飼っている」とあり、家畜は彼らの財産であった。また、遺跡からは猪と共に多数の魚や犬の骨が発見されているが、牛や鹿など他の動物の骨はあまり見られない。

## 言語系統
挹婁の言語について、中国の史書は「言語は独異」と記しており、当時の東北アジアの中でも独特の言語を使用していたことがわかる。
『魏志』東夷伝・挹婁に「處山林之間，常穴居。大家深九梯。以多爲好。（山林のあいだに住んでいて、いつも穴居している。大きい家は深さがはしご九段ほどある。多いほどよいとされる。）」とある。穴居とはこの場合、地下に穴を掘って住む地下式の住居のことである。『北魏書』巻一〇〇・勿吉伝に「國に大水有り、ひろさ三里餘。速末水と名づく。その地、下濕なり。城を築き、穴居す。屋の形、塚に似たり。口を上に開き、梯を以て出入りす」とあり、勿吉にも、地下式住居があったことがわかる。三上次男は、こうした習俗が、その後同じ住地であったギリヤーク・コリヤークなどにもみられることを例証しており、例えば13世紀から15世紀のギリヤーク（乞列迷）について「平らな土屋に住んでいる。その屋の背に孔を開け、梯をもって出入りし、臥すのに草鋪（舗）をもってしている。これは狗の窩に類する」（『大明一統志』巻八九・女直の条所引「開原新志」）、15世紀から16世紀の野人について「野人は北海の南、大江の西にいて、平らな土屋にすんでいる。四面に門はなく、〔屋根の〕穴竅は木革を用いてこれを覆っている。平常は屋の東の梯から上下し、死者は西の梯から上下する。たまたまこの習慣を失すると、重く罰せられる。臥籍には草を以てすること、まさしく狗彘の如くである。乞列迷と隣りしている」（『遼東志』巻九・外夷・野人）と指摘している。この野人について、島田好は、ツングース人は決して穴居せず、穴居するものは必ず古アジア族であるから、野人とはカラフトのギリヤーク人か、あるいはベーリング海沿岸のチュクチ人、もしくは使犬コリヤーク人でなければならないが、ギリヤークはすでに乞列迷として記載されているから、これはコリヤークに違いないとしたが、三上次男はこれも乞列迷（ギリヤーク）の一種としている。ただし、ここでの、古アジア族が穴居するとみる点は評価し、こうした地下式住居が古アジア族の特徴であるとして、挹婁についても、古アジア族に連なるものとする。一方、和田清は「三上教授は穴居こそ古アジア種族の特徴であるが、今日トングース民族は概して穴居しない。然るに挹婁・勿吉・黒水靺鞨は穴居するから、古アジア種族であらう、といふやうに言はれる。しかし穴居は今日陝西・甘粛の漢人もしてゐるし、我が国の原住民も或る種の竪穴に住してゐた。今日でも霧ヶ峰山麓の住民は多少の竪穴を掘ってゐるといふ。況して酷寒の北満に穴居の流行したのは寧ろ当然であつて、それが時代の進展と共に次第に廃止したのではないか。現にシホタアリン山中のオロチは同じトングース種ながら今なほ時に穴居するといふではないか」として、挹婁を古アジア族とみることに、また習俗を通して同一民族であることを考えることを批判している。
- ツングース系説[8][9][10]。挹婁がのちの女真族（ツングース系）であること、比較言語学的研究により粛慎系の語彙がツングース系に近いということ[11]から、古くから支持されてきた説であり、現在では発掘調査による出土品から日用品や居住形態、食生活の連続性が確認されており、挹婁は女真の祖先であり、言語系統もツングース系とされる。ただし、史書において粛慎系と言語が異なるとされる夫余や高句麗については非ツングース説と同じツングース系とみる説とがある[12]

- 古シベリア（古アジア）系説[9]。その独特の言語、習俗から、勿吉等の粛慎系の言語はツングース系ではなく、ニヴフ（ギリヤーク）などの古シベリア系ではないかとする説。セルゲイ・シロコゴロフ（英語版）[13]や三上次男[14]などが提唱した。

## 参考資料
- 『三国志』三少帝紀第四、明帝紀第三、烏丸等伝第三十
- 『後漢書』東夷伝
- 『晋書』武帝紀、元帝明帝紀、四夷伝、苻堅載記上
- 陳寿『三国志』筑摩書房、1992年。
- 三上次男『古代東北アジア史研究』吉川弘文館、1977年。
- 高凱軍『通古斯族系的興起』中華書局、2006年。
- ハスパトル『アルタイ語系 語言文化比較研究』民族出版社、2006年。